# Калтаксола
Калтаксо́ла (рос. Калтаксола, марій. Калтаксола) — присілок у складі Совєтського району Марій Ел, Росія. Входить до складу Вятського сільського поселення.

## Населення
Населення — 41 особа (2010; 51 у 2002).
Національний склад (станом на 2002 рік):
- марі — 92 %